# Герпесвирусы
Герпесви́русы (лат. Herpesviridae) — большое семейство ДНК-содержащих вирусов, вызывающее разнообразные болезни не только у человека и других млекопитающих, но и у птиц, рептилий, амфибий, рыб. Герпесвирусами болеет большинство населения нашей планеты.

## Общие сведения
По состоянию на май 2016 года в Международном комитете по таксономии вирусов (ICTV) зарегистрированы 86 видов. Отличительным признаком вирусов этого семейства является нахождение вируса в клетках латентно, персистируя, бесконечно длительное время, без клинических проявлений.

Персистенция <вирусов> (лат. persistere «оставаться, упорствовать») — термин, предложенный в 1923 году французским бактериологом, иммунологом и вирусологом Константином Левадити (Constantin Levaditi, 1874−1953) и румынским вирусологом Штефаном Николау (Ștefan Nicolau, 1896−1967), обозначающий длительное сохранение вируса в организме хозяина или в клеточной культуре.

Название семейства происходит от греч. ἕρπειν (herpein) ‘ползать’ через латинское herро ‘ползаю’. Инфекционные болезни, вызванные вирусами этого семейства, протекают остро, переходят в латентную стадию, не проявляют себя до определённого времени.
При ухудшении состояния организма (простуда, стресс, утомление и т. п.) вирус даёт о себе знать болезнью. Примером может служить герпетические высыпания на губах при «простуде».
Вирусы семейства Herpesviridae имеют общие биологические свойства. Они имеют эффективные механизмы взаимодействия с иммунной системой хозяина, позволяющие им достичь максимального распространения и сохраняться в организме в течение всей жизни.
В ходе своей жизнедеятельности вирусная ДНК экспрессирует определённые группы генов и, соответственно, кодируемых ими белков, которые, собственно, и определяют жизненный цикл вируса в клетках хозяина, приводя к изменению их фенотипических свойств, то есть трансформации.
Трансформация клеток вызывает развитие определённых иммунопатологических реакций, направленных против собственного организма и приводящих к вирусиндуцированной иммуносупрессии и длительной персистенции вируса в организме человека. В клетках своего хозяина они переходят в латентное состояние. При латентном состоянии нарушается полный репродуктивный цикл вируса. Он находится в клетках хозяина в виде субвирусных структур.
Клинические формы герпесвирусных инфекций характеризуются выраженным полиморфизмом. Существуют различные формы проявления герпесвирусных инфекции.
В любом случае герпесвирусы остаются в инфицированном организме пожизненно. Вирус может периодически рецидивировать с характерными клиническими проявлениями или бессимптомно, или приобретать генерализованный характер с возможным летальным исходом.

## Строение
Вирионы семейства вирусов герпеса имеют сферическую форму диаметром от 120 до 300 нм. Внутри зрелой вирусной частицы содержится 35—45 различных белковых молекул.
В центре вириона различают сердцевину (кор, от лат. cor) размером 75 нм, содержащую ДНК.
Эта сердцевина окружена оболочкой — капсидом. Размер капсида составляет 100—110 нм. Он построен из множества одинаковых геометрически правильных белковых структур — капсомер. Капсомеры точно подобраны и подогнаны друг к другу, образуя двадцатигранник, по-гречески икосаэдр. Капсид содержит 162 капсомера: 150 шестиугольных (гексамеров) и 12 пятиугольных (пентамеров).
Вокруг капсида имеется аморфный белковый тегумент и всё это заключено в оболочку с гликопротеиновыми шипами.

## Геном
Геном герпесвирусов представляет собой линейную двухцепочечную молекулу ДНК. У герпесвируса человека 1-го типа она имеет размер 152 261 пара нуклеотидов и содержит 77 генов, все из которых кодируют белки; доля пар ГЦ составляет 68 %. Геном герпесвируса человека 2-го типа состоит из 154 746 пар нуклеотидов и несёт 77 генов; доля пар ГЦ составляет 70 %.

## Механизм инфицирования
Герпесвирусами заражаются человек и животные.
Образование новых вирусных частиц идёт под управлением вирусного генома. При попадании в организм носителя герпесвирусы адсорбируются клетками-мишенями на клеточной поверхности и освобождаются от капсида и дополнительной оболочки-конверта. 
После эндоцитоза вирусной сердцевины происходит интегрирование вирусной ДНК с ядерным материалом клетки. Затем на ядерной мембране происходит образование и созревание новых вирионов и последующее их отпочковывание клеткой посредством экзоцитоза.
Для оболочки вируса, его капсида и ДНК, используются аминокислоты, белки, липопротеиды, нуклеозиды клетки-хозяина. По мере истощения внутриклеточных резервов, эти молекулы поступают в инфицированную клетку из межтканевых пространств.
Для культур, хронически зараженных вирусом простого герпеса, характерно:
1. возникновение состояния носительства после деструкции основной массы клеток и репопуляции немногих выживших;
2. постоянное наличие очагов дегенерации, морфологически характерных для этого вируса;
3. небольшой процент инфицированных клеток;
4. низкая продукция вируса одной инфицированной клеткой;
5. отсутствие интерферона в среде
6. определённая резистентность клеток, освободившихся от состояния носительства, к реинфекции гомологичным вирусом.

В природе насчитывается восемь типов вирусов из семейства Herpesviridae, вызывающих болезнь у человека.

## Классификация
Семейство герпесвирусов по классификации Международного комитета по таксономии вирусов (ICTV) делится на подсемейства. Используются критерии:
- структура генома вируса
- белковый состав
- характер репликации вируса
- среда носительства
- тропизма к тканям
- распространение вируса в культуре
- длительности репродуктивного цикла

Под этим признаком различают подсемейства:
- Alphaherpesvirinae — альфагерпесвирусы, или α-герпесвирусы
- Betaherpesvirinae — бетагерпесвирусы, или β-герпесвирусы
- Gammaherpesvirinae — гаммагерпесвирусы, или γ-герпесвирусы
- 1 вид, не входящий ни в одно подсемейство и род (incertae sedis)

В 2016 году всем видам семейства изменили научное название для улучшения номенклатуры видов, при этом существенно не меняя названия герпесвирусов человека — к слову virus добавили префикс (alpha-, beta-, gamma-), указывающий подсемейство, к которому этот вид относится.

### Герпесвирусы человека
Выделяют восемь типов вирусов герпеса, вызывающих разные по тяжести процесса заболевания у людей. Характерной особенностью заболеваний является нахождение вирусов в организме человека в латентном состоянии.
| Вид герпесвируса человека                                                                 | Название вируса                                                                                | Подсемейство вирусов | Род вирусов       | Вызываемая болезнь |
| ----------------------------------------------------------------------------------------- | ---------------------------------------------------------------------------------------------- | -------------------- | ----------------- | --- |
| Герпесвирус человека тип 1 (ГВЧ-1, Human alphaherpesvirus 1)                              | Вирус простого герпеса первого типа (ВПГ-1, Herpes simplex virus-1, HSV-1)                     | Альфагерпесвирусы    | Simplexvirus      | Оральный и генитальный герпес, но чаще оральный (герпетический стоматит, губной герпес) |
| Герпесвирус человека тип 2 (ГВЧ-2, Human alphaherpesvirus 2)                              | Вирус простого герпеса второго типа (ВПГ-2, Herpes simplex virus-2, HSV-2)                     | Альфагерпесвирусы    | Simplexvirus      | Оральный и генитальный герпес, но чаще генитальный и вагинальный герпес |
| Герпесвирус человека тип 3 (ГВЧ-3, Human alphaherpesvirus 3)                              | Вирус ветряной оспы (Varicella-zoster virus, VZV)                                              | Альфагерпесвирусы    | Varicellovirus    | Ветряная оспа (варицелла, varicella), опоясывающий лишай (зостер, zoster) |
| Герпесвирус человека тип 4 (ГВЧ-4, Human gammaherpesvirus 4)                              | Вирус Эпштейна — Барр (ВЭБ, Epstein-Barr virus, EBV)                                           | Гаммагерпесвирусы    | Lymphocryptovirus | Инфекционный мононуклеоз, лимфома Беркитта, лимфома ЦНС у больных с иммунодефицитным синдромом, посттрансплантантный лимфопролиферативный синдром (post-transplant lymphoproliferative syndrome, PTLD), назофарингеальная карцинома |
| Герпесвирус человека тип 5 (ГВЧ-5, Human betaherpesvirus 5)                               | Цитомегаловирус человека (ЦМВ, Human cytomegalovirus, HCMV)                                    | Бетагерпесвирусы     | Cytomegalovirus   | Инфекционный мононуклеоз, ретинит, гепатит, увеличение органов брюшной полости, воспаление слюнных желез (так называемое слюнотечение)                                                                                              |
| Герпесвирус человека тип 6 (ВГЧ-6): - Human betaherpesvirus 6A - Human betaherpesvirus 6B | Розеоловирусы: - Human herpesvirus 6A, HHV-6A - Human herpesvirus 6B, HHV-6B                   | Бетагерпесвирусы     | Roseolovirus      | Шестая болезнь — детская розеола (розеола инфантум, roseola infantum) или внезапная экзантема (экзантема субитум, exanthem subitum)                                                                                                 |
| Герпесвирус человека тип 7 (ВГЧ-7, Human betaherpesvirus 7)                               | Розеоловирус (Human herpesvirus 7, HHV-7)                                                      | Бетагерпесвирусы     | Roseolovirus      | Вероятная причина синдрома хронической усталости (СХУ). Часто сосуществует с вирусом герпеса 6 типа |
| Герпесвирус человека тип 8 (ВГЧ-8, Human gammaherpesvirus 8)                              | Герпесвирус, ассоциированный с саркомой Капоши (Kaposi’s sarcoma-associated herpesvirus, KSHV) | Гаммагерпесвирусы    | Rhadinovirus      | Саркома Капоши, первичная лимфома серозных полостей, некоторые разновидности болезни Кастельмана |